# Костадин Делиолан
Костадин Делиолана или Дели Олана, известен като Карлуковски, е български хайдутин и революционер, действал в Османската империя в края на XIX век.

## Биография
Делиолана е роден в зъхненското селото Карлъково. През 1880 година той действа с четата на Георги Зимбилев (Зимбил войвода). В началото на лятото на 1883 година четата на Делиолана, брояща 10-15 души преминава от България в Османската империя. На 25 юни 1883 година  заедно с други чети участва в боя около Тешово, Неврокопско. Сражава се с османци и при Горно и Долно Броди, Сярско. Действа в района на село Везник, заедно с Филип Цветанов и Милю войвода, като избиват турци по Боздаг и Кърлуковското поле. Събират четите си със Зимбил войвода и общата им чета от 70 души напада Калапот и взимат пари от местния първенец Димко Пандев.